# Martin Lingnau

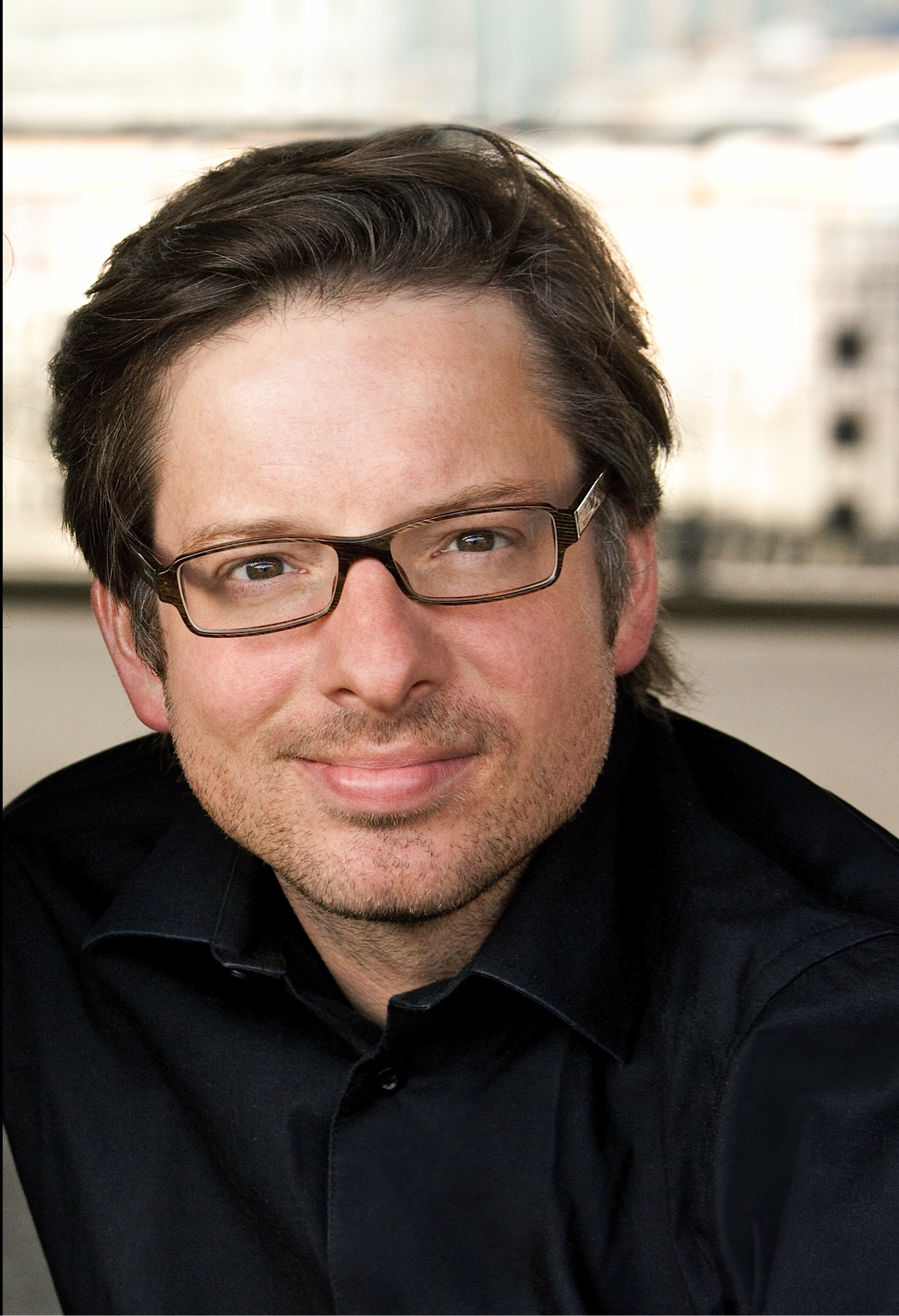
Martin Lingnau (2012)

Martin Lingnau (* 16. November 1971 in Wilhelmshaven) ist ein deutscher Musical- und Film-Komponist. Er lebt und arbeitet in Hamburg.

## Leben
Martin Lingnau studierte Komposition, Orchestration und Harmonielehre bei vielen namhaften deutschen Dozenten wie Klaus Ignatzek und Johannes Schmoelling. Er verfeinerte sein Handwerk zusätzlich auf verschiedenen internationalen Meisterklassen von Alan Menken, James Lapine, Michael Kunze, Stephen Schwartz u. a.
Zusätzlich absolvierte er 1993 den Popkurs, einen Kontaktstudiengang für Popularmusik an der Hochschule für Musik und Theater Hamburg. 
Seit 1991 ist er als Pianist für verschiedene Künstler tätig, so für Lucia Aliberti und Udo Lindenberg. Seit 1986 übernimmt er bei verschiedenen Theatern, Fernsehsendungen und Synchronisationen von Musik-Filmen die musikalische Leitung und schreibt Pop-Songs und Bühnenmusiken.
Seit Herbst 2022 ist Lingnau Mitglied der Deutschen Filmakademie.

## Wirken
1994 begann er, für das Schmidt Theater und Schmidts Tivoli in Hamburg zu arbeiten. Bis heute ist er dort als Musikalischer Leiter und Komponist tätig. Dort fand die Uraufführung folgender Musicals von ihm statt:
- Ein Sommernachtstraum (Text: Sigrid Andersson und Edith Jeske)
- Swinging St.Pauli (Text: Heiko Wohlgemuth, Thomas Matschoss, Edith Jeske)
- Villa Sonnenschein (Text: Heiko Wohlgemuth, Thomas Matschoss)
- Heiße Ecke (Buch: Thomas Matschoss, Songtexte: Heiko Wohlgemuth)
- Die Königs vom Kiez (Text: Heiko Wohlgemuth, Mirko Bott).
- Cindy Reller (Text: Heiko Wohlgemuth)
- Der Räuber Hotzenplotz (Text: Heiko Wohlgemuth)
- Es war einmal (Text: Heiko Wohlgemuth)
- Der kleine Störtebeker (Text: Heiko Wohlgemuth)

Außerdem hat er dort die Revuen Fifty Fifty, Sixty Sixty, Ahoi, Karamba und Volles Programm musikalisch und als Co-Autor verantwortet. Swinging St. Pauli wird auch in einer Bearbeitung als Swinging Berlin in der Inszenierung von Helmut Baumann gespielt.
Er komponierte 1995 die neue Hymne der Stadt Hamburg Die Stadt mit der Nase im Wind (Text: Edith Jeske), die 1999 mit den Hamburger Prominenten Udo Lindenberg, Bill Ramsey, Rolf Zuckowski, Heidi Kabel, Lilo Wanders, Wilhelm Wieben, Jan Fedder u. v. a. eingespielt wurde und auf CD vorliegt.
Von 1997 bis 2015 war Lingnau entscheidend an der Konzeption des international preisgekrönten Entertainments von AIDA Cruises beteiligt. Ebenso war er für beinahe sämtliche Original-Kompositionen der Flotte in diesem Zeitraum verantwortlich. Am 31. August 2016 wurden die beiden von ihm komponierten AIDA-Auslaufmusiken „AIDA Sailaway“ und „Leinen los“ veröffentlicht. In Deutschland kamen beide in die Top Five der itunes-instrumental charts sowie der amazon soundtrack-charts.
Am 5. Dezember 2004 wurde das Musical Das Orangenmädchen von Jostein Gaarder mit Musik von Martin Lingnau in Trier uraufgeführt. Am 5. Dezember 2008 feierte die überarbeitete Fassung in Wien Premiere. Die erfolgreiche Hamburger Bühnen-Soap Pension Schmidt hat er mit erfunden und hierfür über 60 Songs komponiert. Lingnau komponierte darüber hinaus bundesweit zahlreiche Theatermusiken, u. a. für Dieter Wedels Inszenierung von Walter Hasenclevers Ein besserer Herr sowie die deutsche Erstaufführung von Elling in der Regie von Corny Littmann.
Für die ARD-Telenovela Sophie – Braut wider Willen komponierte er 2005/2006 gemeinsam mit zwei Partnern die Musik sämtlicher 69 Folgen.
Im Oktober 2006 feierte das Musical Die 13 1/2 Leben des Käpt'n Blaubär auf der Grundlage des internationalen Bestsellers von Walter Moers mit der Musik von Martin Lingnau und Texten von Heiko Wohlgemuth in Köln Weltpremiere. Dieses Musical gewann 2007 den Live Entertainment Award in der Kategorie „Beste Ensuite-Veranstaltung 2007“. Ende 2008 war dieses Musical auf großer Deutschland-Tournee zu sehen.
Im Herbst 2007 fand die 1000. Vorstellung des Musicals Heiße Ecke in Hamburg statt. Am 16. September 2008 feierte das Musical seinen 5. Geburtstag. Anfang 2008 überschritt die Zuschauerzahl der Produktionen, an denen er als Autor und/oder Komponist beteiligt war, die 2 Millionen-Marke. Im August desselben Jahres gründete er mit dem Komponisten Ingmar Süberküb die Studiogemeinschaft „cinetunes“.
Am 7. Dezember 2008 fand die Uraufführung einer weiteren Arbeit statt, Der Schuh des Manitu, im Berliner Theater des Westens in einer Produktion der Stage Entertainment. Es handelt sich um eine Musical-Adaption des deutschen Kinofilms von Michael Bully Herbig. Die Songtexte schrieb erneut Heiko Wohlgemuth, das Buch stammt von John von Düffel. Das Musical wurde im Sommer 2013 ebenfalls in Tecklenburg als Open-Air-Musical zur Premiere gebracht.
Auf dem Debütalbum von Echo-Preisträger Frank Ramond aus dem Jahr 2009 ist Martin Lingnau mit fünf Titeln vertreten.
Im März 2010 komponierte er die Musik für die Salvatorprobe auf dem Nockherberg. Die Live-Übertragung im Bayerischen Rundfunk hatte 3 Millionen Zuschauer. In den Jahren 2011 und 2012 war Lingnau ebenfalls als Co-Autor und musikalischer Leiter der Veranstaltung tätig. Die Quoten waren jedes Jahr mit die höchsten, die der BR im Jahresschnitt erzielte.
Für die Eröffnungszeremonie der Alpinen Skiweltmeisterschaften 2011 schrieb Lingnau die gesamte Originalmusik, die live vom Rundfunkorchester des BR gespielt international ausgestrahlt wurde.
Im Februar 2011 kam der Naturdokumentarfilm Serengeti mit großem Erfolg in die Kinos. Der Film ist eine Co-Produktion von Buena Vista und dem NDR. Er erhielt die Auszeichnung "besonders wertvoll" und war lange in den deutschen Top Ten der Kino-Charts. Die Filmmusik schrieb Lingnau gemeinsam mit Ingmar Süberkrüb. Seit diesem Zeitpunkt komponieren sie gemeinsam Naturdokumentationen für internationale Fernsehsender wie National Geographic Channel oder Arte.
Am 21. Mai feierte das Musical "Heiße Ecke" seine 2000. Vorstellung und ist seitdem eines der erfolgreichsten deutschsprachigen Musicals überhaupt.
Im August 2011 erschien die zweite Solo-CD von Frank Ramond, "ganz klar", die er gemeinsam mit dem Künstler produzierte und beinahe vollständig komponierte. Im September 2011 produzierte er gemeinsam mit Frank Ramond das Solo-Debütalbum von Maite Kelly "Das volle Programm", bei dem er zugleich die Musik im nostalgischen "Revue-Pop" komponierte, während Frank Ramond und Rudolf Müssig für die Texte verantwortlich zeichnen.
Im Oktober 2011 feierten zwei neue Werke ihre Uraufführungen. In Hamburg die erste von Otfried Preußler autorisierte populäre Musiktheaterfassung des Räuber Hotzenplotz im Hamburger Schmidt Theater. Die Texte stammen erneut von Heiko Wohlgemuth. Die zweite Premiere war die Welturaufführung des Musicals Droomvlucht in den Niederlanden. Diese Musical ist eine Co-Produktion der Stage Entertainment und dem Freizeitpark Efteling. Die Cast CD landete bei Erscheinen sofort auf Platz 3 der niederländischen Charts. Drei Songs aus "Droomvlucht" waren 2012 in der niederländischen Top 25 der beliebtesten Musical Hits vertreten. Zwei davon in den Top Ten.
Auf dem Album "Denk, was Du willst" von Mary Roos, welches am 12. April 2013 erschien, ist Martin Lingnau mit zwei Titeln vertreten.
Am 6. September 2013 feierte das Musical „Die Königs vom Kiez“ eine von der Presse bejubelte Uraufführung am Hamburger Schmidt Theater. Lingnau schrieb es gemeinsam mit Heiko Wohlgemuth und Mirko Bott. Am 16. September 2013 feierte das Musical „Heiße Ecke“ sein zehnjähriges Jubiläum.
Auf dem am 14. Februar 2014 erschienenen Album „Zuviel Information“ von Annett Louisan ist Lingnau mit vier Titeln vertreten. Es stieg auf Drei in die deutschen Media Control Charts ein und erlangte im April 2015 Goldstatus. Am 1. November feierte das Musical „Der kleine Störtebeker“ seine Uraufführung, das Lingnau erneut gemeinsam mit Texter Wohlgemuth komponierte. Am 23. November 2014 eröffnete das von Martin Lingnau komponierte Musical Das Wunder von Bern nach dem Film von Sönke Wortmann das Theater an der Elbe in Hamburg in einer Produktion von Stage Entertainment. Damit standen im November 2014 zum dritten Mal vier von ihm komponierte Long-run-Musicals parallel auf Hamburgs Bühnen: „Heiße Ecke“, „Die Königs vom Kiez“, „Der kleine Störtebeker“ und „Das Wunder von Bern“.
Am 3. September 2016 wurde der zweimillionste Zuschauer der „Heißen Ecke“ gefeiert. Die Musicalproduktionen, an denen Martin Lingnau als Autor und/oder Komponist beteiligt war, haben damit über 5 Millionen Zuschauer gesehen.
Am 10. September 2016 fand im Münchner Olympiastadion eine Gala mit den Münchner Philharmonikern, Simply Red, Sunrise Avenue, Peter Kraus, Niila und Lena Meyer-Landrut zum hundertjährigen Bestehen der Automarke BMW statt. Die Moderation übernahm Thomas Gottschalk. Martin Lingnau arbeitete für diese Veranstaltung als Music Supervisor und Komponist.
Am 15. September 2016 fand die Uraufführung des Musicals „Cindy Reller“ am Hamburger Schmidt Theater statt. Diese Produktion war die zehnte Zusammenarbeit zwischen Lingnau und dem Songtexter Heiko Wohlgemuth.
Am 23. September 2016 wurde das Musical „Doctor Faustus’ Magical Circus Part II“ mit Songtexten von Wolfgang Adenberg an der Württembergischen Landesbühne in Esslingen uraufgeführt.
Am 1. Februar 2025 wurde sein Musical Skiverliebt am Salzburger Landestheater uraufgeführt.

## Filmmusik (Auswahl)
- 2005–2006: Sophie – Braut wider Willen (Fernsehserie, 13 Folgen)
- 2008: Volles Haus (Fernsehserie)
- 2010: Küss Dich Reich
- 2011: Krokodile – Das wahre Leben der Urzeitechsen (Dokumentarfilm)
- 2011: Serengeti
- 2011: Auf dem Nockherberg (Fernsehserie, 1 Folge)
- 2013–2019: Expeditionen ins Tierreich (Fernsehserie, 3 Folgen)
- 2013: Die Gepardin: Kampf einer Mutter (Dokumentarfilm)
- 2016: Pride: Ruler’s at Risk (Dokumentarfilm)
- 2017: Charité (Fernsehserie, 6 Folgen)
- 2018: Aenne Burda – Die Wirtschaftswunderfrau (Fernsehzweiteiler)
- 2018: Draußen in meinem Kopf
- 2018: Luis und die Aliens
- 2019: Die fünf Geparde (Dokumentarfilm)
- 2020: Die Leopardin (Dokumentarfilm)
- 2020: Haie eiskalt! Jäger zwischen Nordsee und Grönland (Dokumentarfilm)
- 2021: Der Palast (Fernsehserie)
- 2021: Der Clan der Hyänen (Dokumentarfilm)
- 2021: Riesenkraken: Geheimnisvolle Wesen aus der Tiefe (Dokumentarfilm)
- 2022: Meine Chaosfee & ich
- 2023: Löwenbrüder (Dokumentarfilm)